# 井出義光
井出 義光（いで よしみつ、1929年8月11日 - 2011年4月19日）は、日本の歴史学者。専門はアメリカ史。特にアメリカ南部史専攻。筑波大学名誉教授。静岡市出身。

## 来歴
1929年、静岡市に生まれる。1947年、静岡県立静岡中学校卒業。東京大学教養学部教養学科卒、同大学大学院修士（西洋史）課程、フロリダ大学博士課程修了。Ph.D. 日本女子大学教授、立教大学教授、筑波大学教授を歴任。筑波大学名誉教授。筑波大学を離れた後、共立女子大学においてアメリカ研究を含む地域研究新学部を設立し、国際文化学部長に就いた。その後、女子教育に従い城西大学女子短期大学部副学長、定年後一年間、客員教授。アメリカ学会会長（1990年〜1992年）。歩くことと、絵を描くことを趣味とした。
2011年4月19日、肺炎のため死去。

## 著書
- 『リンカン : 南北分裂の危機に生きて』 清水書院 2019.5
- 『リンカーン・南北分裂の危機に生きて』 清水書院 1984.9

## 共編著
- 『アメリカの地域 : 合衆国の地域性』 井出義光 編 弘文堂 1992.12
- 『アメリカ南部の夢 : ニューサウスの政治・経済・文化』 井出義光, 明石紀雄 編 有斐閣 1987.4
- 『世界の歴史』 筑摩書房編集部 編 筑摩書房 1979.10

## 翻訳
- 『怒れる西部 : 傷つきやすい大地とその将来』 R.D.ラム（英語版）, M.マッカーシー （英語版） 著 ; 井出義光, 青木怜子, 小塩和人 訳 玉川大学出版部 2000.3
- 『ママ、どうしてあんなに勉強しなくちゃいけないの』 メリー・ホワイト 著 ; 井出義光 訳 集英社 1992.6
- 『回想のアメリカ現代史』 アーサー・シュレジンジャー・シニア（英語版）  著 ; 井出義光 訳 研究社 1981.7
- 『アメリカ黒人の歴史』ジョン・ホープ・フランクリン（英語版）著 ; 井出義光ほか 訳 研究社 1978.1

## 監修
- 『集英社版・学習漫画 世界の伝記 リンカーン どれい解放をおこなった大統領』 集英社 1989.9